# Dongeradeel
Dongeradeel (Dongeradiel  en frisón) es un antiguo municipio de la provincia de Frisia al norte de los Países Bajos. 

## Geografía
Ubicado en el noroeste de Frisia, a orillas del mar de Frisia, el municipio tenía una superficie de 266,94 km², de los que 99,67 km² cubiertos de agua.

## Historia
Dongeradeel fue creado en 1984 por la fusión de los municipios de Westdongeradeel, Oostdongeradeel y Dokkum. Su escudo alude a los tres municipios originales y a los ríos Peazens y Ee que se unen en Dokkum. El municipio está formado por una ciudad, Dokkum, la más septentrional de las once ciudades de Frisia y capital del municipio, y 28 aldeas además de algunos otros pequeños núcleos de población.
Desapareció el 1 de enero de 2019 al fusionarse con los municipios de Ferwerderadiel y Kollumerland en Nieuwkruisland para crear el nuevo municipio de Noardeast-Fryslân.

## Galería

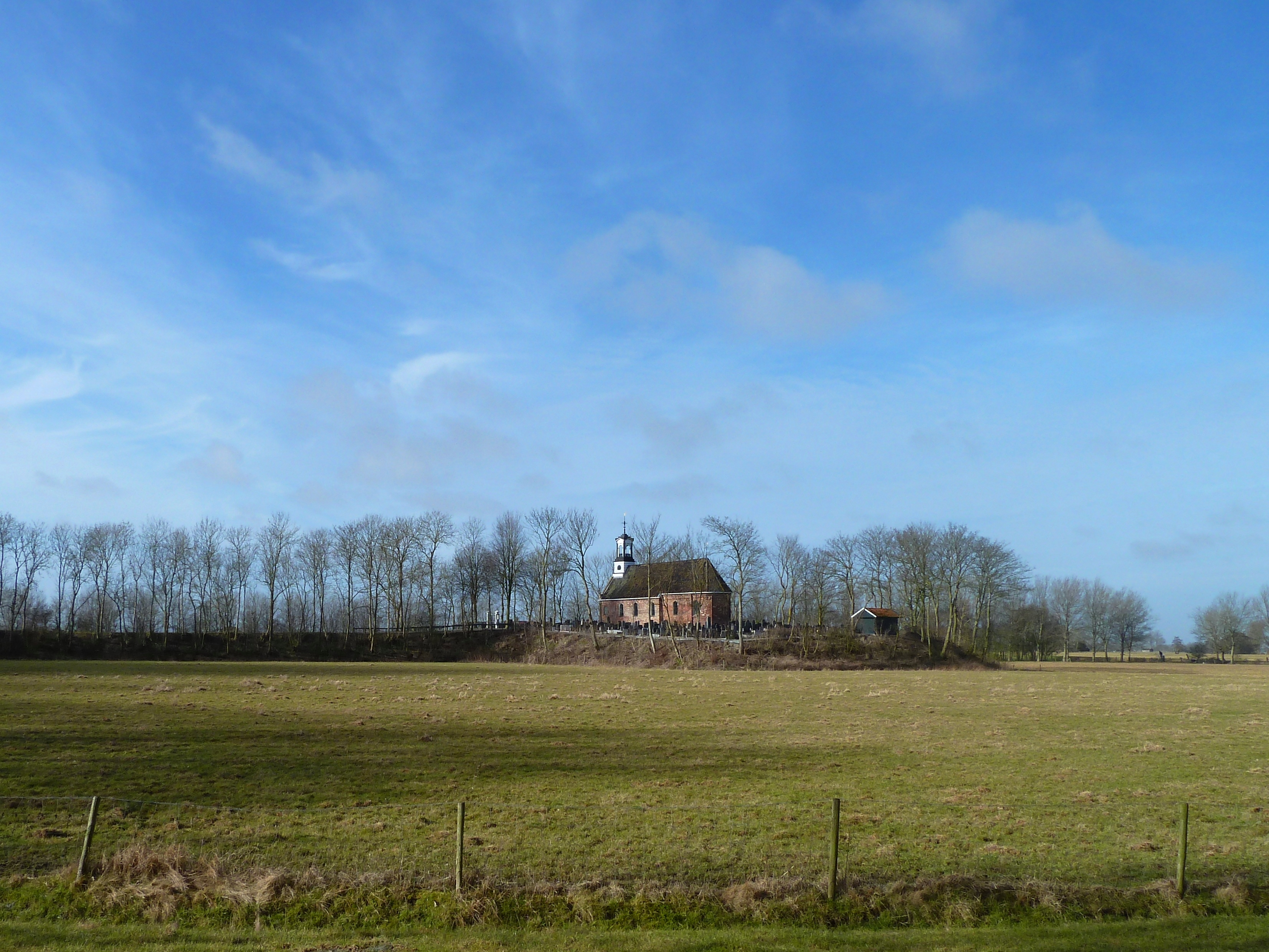
Aalsum, Catharinakerk.
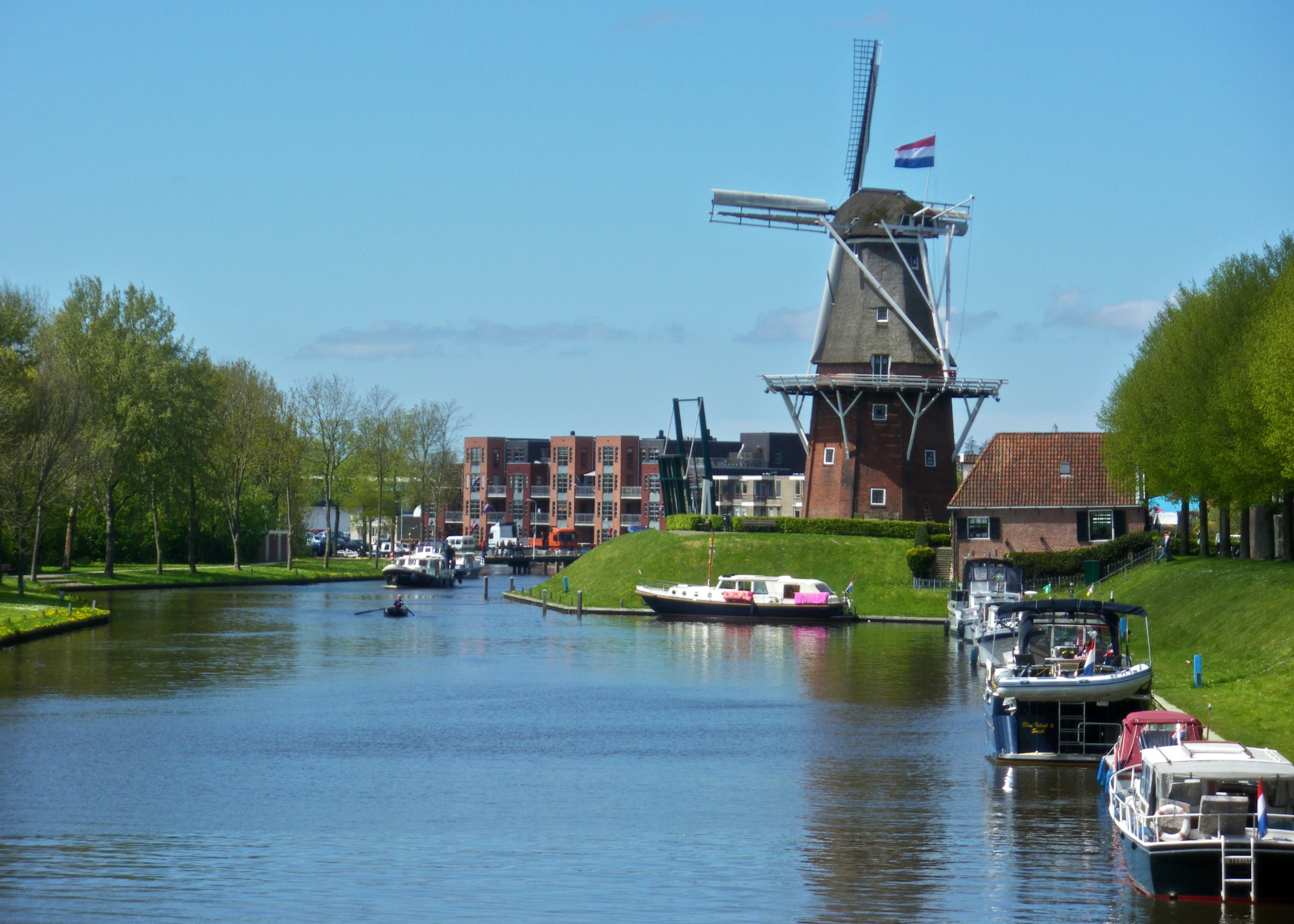
Dokkum, molino Zeldenrust
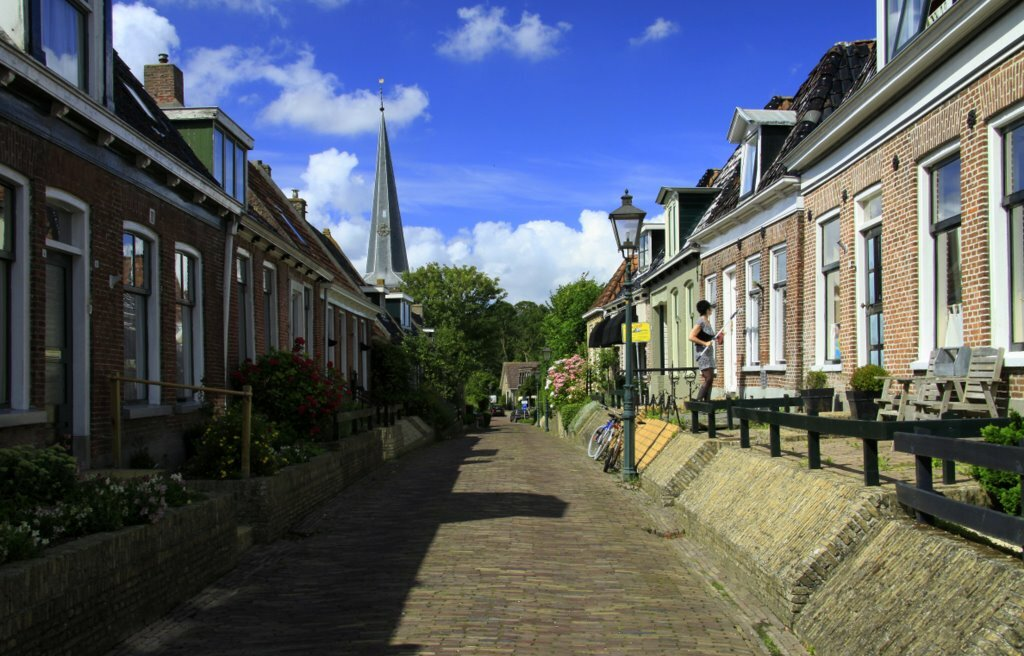
Holwerd
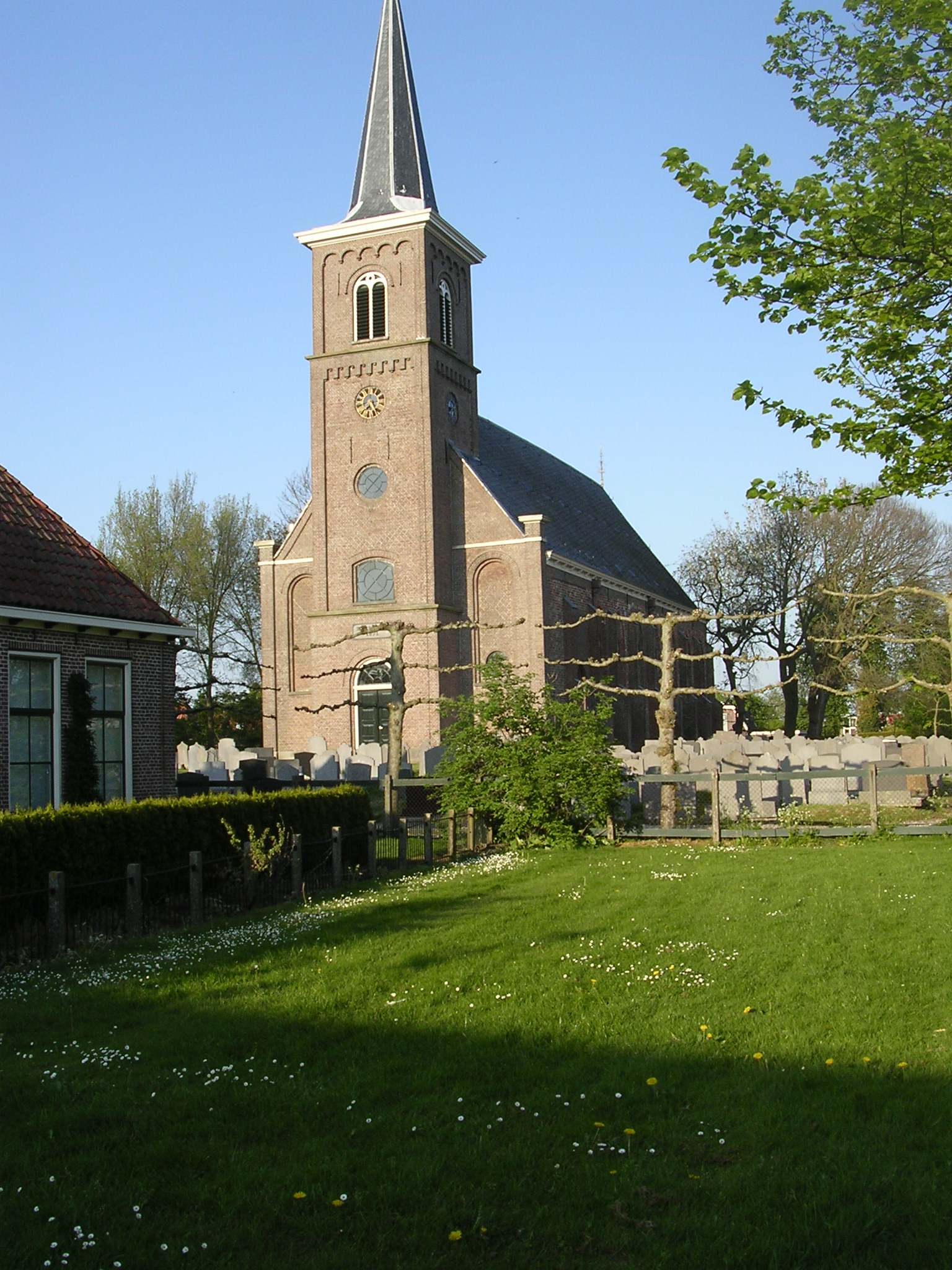
Ternaard.